# Episodi di The Ford Television Theatre (quarta stagione)
La quarta stagione della serie televisiva The Ford Television Theatre è andata in onda negli Stati Uniti dal 6 ottobre 1955 al 28 giugno 1956.
| nº | Titolo originale              | Prima TV USA     |
| -- | ----------------------------- | ---------------- |
| 1  | All That Glitters             | 6 ottobre 1955   |
| 2  | Husband                       | 13 ottobre 1955  |
| 3  | The Lady in the Wind          | 20 ottobre 1955  |
| 4  | Twelve to Eternity            | 27 ottobre 1955  |
| 5  | Johnny, Where Are You?        | 3 novembre 1955  |
| 6  | The Blue Ribbon               | 10 novembre 1955 |
| 7  | A Smattering of Bliss         | 17 novembre 1955 |
| 8  | Passage to Yesterday          | 24 novembre 1955 |
| 9  | The Fabulous Sycamores        | 1º dicembre 1955 |
| 10 | Bet the Queen                 | 8 dicembre 1955  |
| 11 | South of Selangor             | 15 dicembre 1955 |
| 12 | A Kiss for Santa              | 22 dicembre 1955 |
| 13 | A Set of Values               | 29 dicembre 1955 |
| 14 | Journey by Moonlight          | 5 gennaio 1956   |
| 15 | Dear Diane                    | 12 gennaio 1956  |
| 16 | Never Lend Money to a Woman   | 19 gennaio 1956  |
| 17 | Try Me for Size               | 26 gennaio 1956  |
| 18 | Tin Can Skipper               | 2 febbraio 1956  |
| 19 | The Silent Strangers          | 9 febbraio 1956  |
| 20 | Airborne Honeymoon            | 16 febbraio 1956 |
| 21 | Your Other Love               | 23 febbraio 1956 |
| 22 | Man Without a Fear            | 1º marzo 1956    |
| 23 | All for a Man                 | 8 marzo 1956     |
| 24 | That Evil Woman               | 15 marzo 1956    |
| 25 | Double Trouble                | 22 marzo 1956    |
| 26 | The Face                      | 29 marzo 1956    |
| 27 | Autumn Fever                  | 5 aprile 1956    |
| 28 | On the Beach                  | 12 aprile 1956   |
| 29 | The Lady in His Life          | 19 aprile 1956   |
| 30 | The Alibi                     | 26 aprile 1956   |
| 31 | The Payoff                    | 3 maggio 1956    |
| 32 | Behind the Mask               | 10 maggio 1956   |
| 33 | The Kill                      | 17 maggio 1956   |
| 34 | Sheila                        | 24 maggio 1956   |
| 35 | The Clay Pigeon               | 31 maggio 1956   |
| 36 | Mr. Kagle and the Baby Sitter | 7 giugno 1956    |
| 37 | Panic                         | 14 giugno 1956   |
| 38 | Remembrance Day               | 21 giugno 1956   |
| 39 | A Past Remembered             | 28 giugno 1956   |

## All That Glitters
- Diretto da:
- Scritto da:

### Trama
- Interpreti: James Anderson (Charles Crown), Eleanor Audley (Tina), Arlene Dahl (Jody Hill), Richard Denning (Tim Barker), George Givot (Kurt Alandorf)

## Husband
- Diretto da:
- Scritto da:

### Trama
- Interpreti: Ralph Dumke (Sam), Frank Hanley (dottor Bartlett), Jonathan Hole (dottor Stanley), Mala Powers (Alma Alexander), Barry Sullivan (Blaine Chandler)

## The Lady in the Wind
- Diretto da:
- Scritto da:

### Trama
- Interpreti: Teresa Wright (Julie Forrester), Kerwin Mathews (Ivor), Claude Dauphin (André)

## Twelve to Eternity
- Diretto da:
- Scritto da:

### Trama
- Interpreti: Edward Arnold (Warden Delaney), Barbara Britton (Kathy Collins), Philip Carey (Bill Adams)

## Johnny, Where Are You?
- Diretto da:
- Scritto da:

### Trama
- Interpreti: Keith Andes (John Foster), Elliott Reid (Mike Connover), Frances Robinson (Carolyn Connover), Gale Storm (Hope Foster), Alix Talton (Natalie Deacon)

## The Blue Ribbon
- Diretto da:
- Scritto da:

### Trama
- Interpreti: Stanley Adams (Shockley), Gene Barry (Carp), Scott Brady (O'Reilly), Marjorie Rambeau (Mrs. O'Reilly)

## A Smattering of Bliss
- Diretto da:
- Scritto da:

### Trama
- Interpreti: Richard Deacon (Sim Bailey), Betty Garrett (Lorry Erskine), Vivi Janiss (Miss B.), Joi Lansing (Inez Hamilton), Larry Parks (Hal Venner)

## Passage to Yesterday
- Diretto da:
- Scritto da:

### Trama
- Interpreti: James Craven (Hall Porter), Cyril Delevanti (Silk), Joanne Dru (Lady Mary Tighe), James Fairfax (Taxi Driver), Guy Madison (John)

## The Fabulous Sycamores
- Diretto da:
- Scritto da:

### Trama
- Interpreti: Malcolm Atterbury, Eleanor Audley, Barbara Britton (Alice), Robert Clarke (Tony), George Givot (Nicholas), Harry Hickox, Joyce Holden (Essie), Paul Keast, Cecil Kellaway (nonno), Lucien Littlefield, Nydia Westman (Penny)

## Bet the Queen
- Diretto da:
- Scritto da:

### Trama
- Interpreti: Rory Calhoun (Jeff Blade), Gale Robbins (Kathy Claibourne), Donald Curtis (Nick Drew), James Millican (J.X. Fargo), William Leslie (Zane Claibourne), Ted Jacques (Mason), Sydney Mason (capitano), Kansas Moehring (frequentatore bar)

## South of Selangor
- Diretto da:
- Scritto da:

### Trama
- Interpreti: Rhonda Fleming (Connie Crawford), Patric Knowles (Derek Crawford), William Talman (Jock McLain), Lester Matthews (colonnello Peter Tilletson), Rico Alaniz (Ngodan), Paul Fierro (Mahmood)

## A Kiss for Santa
- Diretto da:
- Scritto da:

### Trama
- Interpreti: William Bakewell (Ray Blake), Bobby Clark (Melvin), Virginia Field (Sally Blake), Kathryn Grant (Jean Morgan), Gene Nelson (George Jackson)

## A Set of Values
- Diretto da:
- Scritto da:

### Trama
- Interpreti: Tommy Cook (Jerry), Louise De Carlo, Ann Doran (Sue), Paul Fix (Franklin), Edward G. Robinson (Baron)

## Journey by Moonlight
- Diretto da:
- Scritto da:

### Trama
- Interpreti: Louis Jourdan (Charles), Joy Page (Marie), Steven Ritch (Tio), Mel Welles (Arturo), Gene Roth (Big Seaman)

## Dear Diane
- Diretto da:
- Scritto da:

### Trama
- Interpreti: Joan Bennett (Marion), John Lupton (Peter), Lucy Marlow (Diane), Gene Raymond (Stanley), Leon Tyler (Jack)

## Never Lend Money to a Woman
- Diretto da:
- Scritto da:

### Trama
- Interpreti: Anna Maria Alberghetti (Maria Andrini), Keefe Brasselle (Johnny Bartlett), Collette Lyons (Amelia), Roger Smith (Carter), Will Wright (Mr. Crane)

## Try Me for Size
- Diretto da:
- Scritto da:

### Trama
- Interpreti: Bobby Driscoll (Stump), Robert Foulk (Ben), James Gleason (Cal), Norman Leavitt (Arthur), Thomas Mitchell (Elmo), Susan Whitney (Jessie)

## Tin Can Skipper
- Diretto da:
- Scritto da:

### Trama
- Interpreti: Scott Brady (Bob Hutchinson), Thom Carney (tenente Wimpy), William Challee (Johnson), John Hoyt (capitano), Phyllis Kirk (Nora Corliss), William Leslie (Jolly)

## The Silent Strangers
- Diretto da:
- Scritto da:

### Trama
- Interpreti: Richard Conte (Bill Carter), Hugh Beaumont (Marshal Ferguson), Donald Curtis (Andy Petticord), Onslow Stevens (Doc), Robert Cornthwaite (giudice George Bates), Barbara Woodell (Helen Bates), Sydney Mason (Brakeman), Zon Murray (rapinatore di banche)

## Airborne Honeymoon
- Diretto da:
- Scritto da:

### Trama
- Interpreti: Wally Brown (Shipman), Jeanne Crain (Joyce Randall), John Hudson (Brad), Karen Steele (Lorraine), Hal Taggart (zio Bob)

## Your Other Love
- Diretto da:
- Scritto da:

### Trama
- Interpreti: Mary Boyd (Katy), Joan Fontaine (Julie), Roy Gordon (General), Earl Robie (Gus), Warren Stevens (Alex Trevellyn), Robert Stevenson (Raymond)

## Man Without a Fear
- Diretto da:
- Scritto da:

### Trama
- Interpreti: Joseph Cotten (John Ashburn), Raymond Burr (Robert Drayton), Angela Greene (Lila Ashburn), John Beradino (tenente Wells)

## All for a Man
- Diretto da:
- Scritto da:

### Trama
- Interpreti: Linda Darnell (Jennifer Hollander / Meredith Montague), Allyn Joslyn (Lance Hollander), Elisabeth Risdon (Mrs. Crumpler), Audrey Conti (Girl)

## That Evil Woman
- Diretto da:
- Scritto da:

### Trama
- Interpreti: Mari Blanchard (Lee Forsythe), Sue England (Gwen Forsythe), Robert Hutton (Wade Maybanks), Stephen McNally (Nick Cameron), Marjorie Rambeau (Mrs. Forsythe)

## Double Trouble
- Diretto da:
- Scritto da:

### Trama
- Interpreti: Brian Donlevy (Charlie Brock), Richard Denning (Barney Maddock), Richard Erdman (Pepper), Yvette Duguay (Andrea Guatara (as Yvette Dugay), Frank DeKova (Delwin Slater (as Frank de Kova), Damian O'Flynn (Pat Patterson), Paul McGuire (sceriffo), Frank Yaconelli (Enrique), Gil Frye (vice)

## The Face
- Diretto da:
- Scritto da:

### Trama
- Interpreti: Trevor Bardette (Jonas Howell), Ted de Corsia (Jim Regan), George Keymas (Jack Miles), Sammy Ogg (Donny as a Boy), Mala Powers (Mari Luftman), Dale Robertson (Donny)

## Autumn Fever
- Diretto da:
- Scritto da:

### Trama
- Interpreti: John Eldredge (Bob Frye), Virginia Field (Dorothy Rossiter), Zsa Zsa Gábor (Dara Szabo), Virginia Gibson (Judith), Paul Keast (Warren Guthrie), George Sanders (Jay Rossiter)

## On the Beach
- Diretto da:
- Scritto da:

### Trama
- Interpreti: Richard Denning (Davy Jones), Irene Dunne (Janet Wilson), Gordon Howard (Jim Wakefield), David Kasday (Willy), Ann Lilliquist (Penny Wilson)

## The Lady in His Life
- Diretto da:
- Scritto da:

### Trama
- Interpreti: Dick Foran (Glenn B. Cochrane), Julie Gibson (Mary), Belle Mitchell (Madame Sari), Ricardo Montalbán (Carlos Dominguez), Jane Nigh (Kay Barker), Arnold Stang (Melvin Marks), Beverly Tyler (Binnie Hughes)

## The Alibi
- Diretto da:
- Scritto da:

### Trama
- Interpreti: Ralph Bellamy (Jonathan Drexel), Karin Booth (Faye Kittridge), Nancy Hadley (Sybil Glennon), John Hoyt (Abel Selby), Patricia Medina (Amy Wentworth), Carl Milletaire (Parker), Charles H. Radilak (Franz)

## The Payoff
- Diretto da:
- Scritto da:

### Trama
- Interpreti: Howard Duff (Johnny Abel), Janet Blair (Mary Higgins), Michael Fox (tenente Bernard Schuman), John Daheim (Al)

## Behind the Mask
- Diretto da:
- Scritto da:

### Trama
- Interpreti: Dane Clark (Dr. Scott Stanley), Barbara Hale (Nora White), Willis Bouchey (George Robles), James Bell (Pop Latshaw), Constance Cameron (Alice Robles), Theodore von Eltz (dottor Craig Landor)

## The Kill
- Diretto da:
- Scritto da:

### Trama
- Interpreti: William Bagdad (Sabine), Macdonald Carey (Mace Prouty), Virginia Christine (Mrs. Talbot), John Crawford (Don Weller), Marilyn Erskine (Ginny Sewell), Michael Granger (Tony Carlini), Tom McKee (tenente Diminian)

## Sheila
- Diretto da:
- Scritto da:

### Trama
- Interpreti: Elinor Donahue (Katherine), Irene Dunne (Sheila Chester), Stephanie Griffin (Laura), Peter Miller (Vince), Philip Ober (Kirk Adams), Howard Wright (Mr. Kerrigan)

## The Clay Pigeon
- Diretto da:
- Scritto da:

### Trama
- Interpreti: Robert Sterling (Frank Darin), Wayne Morris (sergente Ed Vincent), Tom Tully (ispettore H.L. Howard), Lyn Thomas (June Darin), Ken Christy (tenente Joe Merrick), Paul Picerni (detective), Arthur Hanson (sergente Marty Loftus), S. John Launer (capitano Belney)

## Mr. Kagle and the Baby Sitter
- Diretto da:
- Scritto da:

### Trama
- Interpreti: Charles Coburn (Christopher Kagle), Kevin Corcoran (Jamie), Steve Dunne (Alex), Fay Holden (Bess Palmer), Stafford Repp (poliziotto), Dee J. Thompson (Madelyn Quinn), Helen Westcott (Fran)

## Panic
- Diretto da:
- Scritto da:

### Trama
- Interpreti: Philip Carey (Wayne Douglas)

## Remembrance Day
- Diretto da:
- Scritto da:

### Trama
- Interpreti: Dan Barton (Harvey Saunders), George Cisar (Santa Claus), Robert Gist (Rev. Wilkerson), Don C. Harvey (ufficiale Hennessey), Mary Ellen Kay (Polly Morrison)

## A Past Remembered
- Diretto da:
- Scritto da:

### Trama
- Interpreti: William Bendix (Mack Pomeroy), Lyle Talbot (Eddie Kling), Joan Banks (Hilda Pomeroy), Roger Smith (Jug Jensen), Walter Sande (Charlie Hicks), Herb Vigran (Andy Thompson), Maureen Cassidy (Laurie Hines